# Rhizophydiales
Ordre
Les Rhizophydiales sont un ordre de champignons de la classe des Rhizophydiomycetes.

## Liste des familles et genres non-classés
Selon MycoBank (25 août 2023) :
- Alphamycetaceae Letcher, 2008
- Angulomycetaceae Letcher, 2008
- Aquamycetaceae Letcher, 2008
- Collimycetaceae K. Seto & Degawa, 2018
- Dinomycetaceae Karpov & Guillou, 2014
- Ericiomycetaceae Karpov & Reñé, 2021
- Globomycetaceae Letcher, 2008
- Gorgonomycetaceae Letcher, 2008
- Halomycetaceae Letcher & M.J. Powell, 2015
- Kappamycetaceae Letcher, 2006
- Pateramycetaceae Letcher, 2008
- Protrudomycetaceae Letcher, 2008
- Rhizophydiaceae Letcher, 2006
- Staurastromycetaceae Van den Wyngaert, K. Seto & K. Rojas, 2017
- Terramycetaceae Letcher, 2006
- Uebelmesseromycetaceae M.J. Powell Letcher, 2015
- famille incertae sedis :
  - Batrachochytrium Longcore, Pessier & D.K. Nichols, 1999
  - Coralloidiomyces Letcher, 2008
  - Homolaphlyctis Longcore, Letcher & T.Y. James, 2011
  - Operculomyces M.J. Powell, Letcher & Longcore, 2011
  - Polyrhizophydium Longcore & D.R. Simmons, 2021

## Systématique
Le nom correct complet (avec auteur) de ce taxon est Rhizophydiales Letcher, 2006.

## Publication originale
- (en) Peter M Letcher, Martha J Powell, Perry F Churchill et James G Chambers, « Ultrastructural and molecular phylogenetic delineation of a new order, the Rhizophydiales (Chytridiomycota) », Mycological Research, Cambridge University Press, vol. 110, no Pt 8,‎ août 2006, p. 898-915 (ISSN 0953-7562 et 1469-8102, PMID 16919432, DOI 10.1016/J.MYCRES.2006.06.011).